# Bechyně
Bechyně là một thị trấn thuộc huyện Tábor, vùng Jihočeský, Cộng hòa Séc. Trung tâm thành phố là Quảng trường T. G. Masaryk với một nhà thờ.